# Kamskaya Peak
Der Kamskaya Peak (russisch Гора Камская Gora Kamskaja, deutsch ‚Kamaspitze‘) ist mit einer Höhe von 2690 m der höchste Gipfel des Dekefjellet in den Weyprechtbergen der Hoelfjella im ostantarktischen Königin-Maud-Land.
Entdeckt und anhand von Luftaufnahmen kartiert wurde der Berg bei der Deutschen Antarktischen Expedition (1938–1939) unter der Leitung Alfred Ritschers. Teilnehmer einer von 1960 bis 1961 dauernden Antarktisexpedition benannten ihn vermutlich nach dem russischen Fluss Kama. Das Advisory Committee on Antarctic Names überführte die russische Benennung 1970 ins Englische. In Norwegen trägt der Berg den Namen Kamskajatoppen.